# Назаралиев, Хаким
Хаким Назаралиев (род. 1980) — азербайджанский самбист, бронзовый призёр первенства мира среди юниоров 1999 года, серебряный (2001, 2003) и бронзовый (2002, 2006) призёр чемпионатов Европы, чемпион мира 2001 и 2003 годов, бронзовый призёр этапа Кубка мира 2007 года. Выступал в полулёгкой весовой категории (до 57 кг). Участвовал в чемпионатах мира 2004 и 2005 годов, где оба раза занял пятое место. Проживает в городе Гянджа.